# Challenger de Sidney 2024
El torneo NSW Open 2024 fue un torneo de tenis perteneció al ATP Challenger Tour 2024 en la categoría Challenger 75. Se trató de la 4ª edición; el torneo tuvo lugar en la ciudad de Sidney (Australia), desde el 28 de octubre hasta el 3 de noviembre de 2024 sobre pista dura al aire libre.

## Jugadores participantes del cuadro de individuales
| Preclasificado | País                 | Jugador            | Rank1 | Posición en el torneo |
| 1              | Bandera de Australia | Rinky Hijikata     | 83    | FINAL                 |
| 2              | Bandera de Australia | Thanasi Kokkinakis | 85    | CAMPEÓN               |
| 3              | Bandera de Australia | Tristan Schoolkate | 176   | Semifinales           |
| 4              | Bandera de Australia | Alex Bolt          | 180   | Primera ronda         |
| 5              | Bandera de Australia | Omar Jasika        | 193   | Cuartos de final      |
| 6              | Bandera de Australia | Marc Polmans       | 231   | Segunda ronda         |
| 7              | Bandera de Japón     | Shintaro Mochizuki | 245   | Primera ronda         |
| 8              | Bandera de Japón     | Yuta Shimizu       | 247   | Semifinales           |

- 1 Se ha tomado en cuenta el ranking del 21 de octubre de 2024.

### Otros participantes
Los siguientes jugadores recibieron una invitación (wild card), por lo tanto ingresan directamente al cuadro principal (WC):
- Moerani Bouzige
- Hayden Jones
- Edward Winter

Los siguientes jugadores ingresan al cuadro principal tras disputar el cuadro clasificatorio (Q):
- Aleksandre Bakshi
- Takuya Kumasaka
- Pavle Marinkov
- Ryuki Matsuda
- Yuki Mochizuki
- Seita Watanabe

## Campeones

### Individual Masculino
- Thanasi Kokkinakis derrotó en la final a  Rinky Hijikata por 6–1, 6–1

### Dobles Masculino
- Blake Ellis /  Thomas Fancutt derrotaron en la final a  Blake Bayldon /  Mats Hermans por 7–5, 7–6(4)